# Куп Југославије у хокеју на трави
Куп СФР Југославије у хокеју на трави је национални куп који је настао 1965. године и играо се све до 1991. када је расформиран услед распада СФРЈ.

#### Куп СФР Југославије
| Сезона | Победник |
| ------ | --- |
| 1965.  | ХК Јединство Загреб |
| 1966.  | ХК БАСК Београд |
| 1967.  | ХК Конкордија Загреб |
| 1968.  | ХК Јединство Загреб |
| 1969.  | ХК Суботичанка |
| 1970.  | ХК Јединство Загреб |
| 1971.  | ХК Маратон Загреб |
| 1972.  | ХК Електровојводина Суботица |
| 1973.  | ХК Партизан Зелина |
| 1974.  | ХК Суботичанка |
| 1975.  | ХК Суботичанка |
| 1976.  | ХК Суботичанка |
| 1977.  | ХК Суботичанка |
| 1978.  | ХК Суботичанка |
| 1979.  | ХК Суботичанка |
| 1980.  | ХК Суботичанка |
| 1981.  | ХК Суботичанка |
| 1982.  | ХК Суботичанка |
| 1983.  | ХК Суботичанка |
| 1984.  | ХК Партизан Зелина |
| 1985.  | ХК Суботичанка Суботица резултат ХК Суботичанка-Електровојводина Нови Сад 3:1 (3:0) Стрелци : Фаркаш Жига и Тхакур са Суботичанку и Д. Савин за електровојводину САСТАВ ХК СУБОТИЧАНКЕ: Стипанчевић, Кун Сабо, Огњанов, Р. такач, Прчић , С. Такач, Молнар, Кермеци, Фаркаш, Роњец, Тхакур, Жига Сираки |
| 1986.  | ХК Зорка Суботица |
| 1987.  | ХК Зорка Суботица |
| 1988.  | ХК Маратон Загреб |
| 1989.  | ХК Маратон Загреб |
| 1990.  | ХК Зорка Суботица |
| 1991.  | ХК Зорка Суботица |

## Успешност клубова
| Клуб                         | Првак | Година                                                            |
| ---------------------------- | ----- | ----------------------------------------------------------------- |
| ХК Суботичанка               | 11    | 1969, 1974, 1975, 1976, 1977, 1978, 1979, 1980, 1981, 1982, 1983. |
| ХК Јединство Загреб          | 4     | 1965, 1968, 1970, 1985.                                           |
| ХК Зорка Суботица            | 4     | 1986, 1987, 1990, 1991.                                           |
| ХК Маратон Загреб            | 3     | 1971, 1988, 1989.                                                 |
| ХК Партизан Зелина           | 2     | 1973, 1984.                                                       |
| ХК Електровојводина Суботица | 1     | 1972.                                                             |
| ХК Конкордија Загреб         | 1     | 1967.                                                             |
| ХК БАСК Београд              | 1     | 1966.                                                             |